# 信宜原缨口鳅
信宜原缨口鳅（学名：Vanmanenia xinyiensis）为平鳍鳅科原缨口鳅属的鱼类，是中国的特有物种。分布于西江水系北流江的支流等。该物种的模式产地在广东信宜。其种加词“xinyiensis”意为“广东信宜的”。